# 小松崎隆
小松崎 隆（こまつざき たかし、1950年 <昭和25年> - ）は、日本の地方公務員。横浜市環境創造局長、同市都市経営局長、同市副市長を歴任。瑞宝小綬章受章。

## 人物・経歴
1976年 横浜市役所入庁。都市計画局、建築局、都市経営局基地担当理事、2007年 (平成19年) 4月 環境創造局長。2008年 日本下水道協会経営委員会委員長。2009年4月 都市経営局長、11月 山田正人、大場茂美とともに横浜市副市長就任。同市、東京都、川崎市でつくる法定協議会の京浜港連携協議会会長。2012年3月 鈴木隆、鈴木伸哉を後任に副市長退任。

## 栄典
2020年、令和2年春の叙勲で瑞宝小綬章を受章